# Robertsonidra porifera
Robertsonidra porifera är en mossdjursart som först beskrevs av Maplestone 1909.  Robertsonidra porifera ingår i släktet Robertsonidra och familjen Robertsonidridae. Inga underarter finns listade i Catalogue of Life.